# Комсомолец Украины (большой противолодочный корабль)
«Комсомо́лец Украи́ны» — первый большой противолодочный корабль Черноморского флота СССР, построенный по проекту 61. Назван в честь 40-летия шефства ВЛКСМ над флотом.

## ТТХ
- Вооружение: 2 ЗРК БД «Волна» каждый состоящий из наводящей пусковой установки ЗИФ-101, системы управления «Ятаган», 16 ЗУР В-600;

76-мм артиллерия, 2 зенитных артиллерийских комплекса АК-726, пятитрубный торпедный аппарат ПТА-53-61, 2 РБУ-6000, 2 РБУ-1000,1 вертолет КА-25.
- Комплектация: 4 станции запроса «Никель-КМ», 2 станции ответа «Хром-КМ», система управления вооружением корабля «Пульт-61М», система совместного использования оружия «Блокировка-61М», система групповых атак «Дозор-1», система выдачи текущих координат МПЦ-315, система внутренней связи «Каштан».
- Навигационные средства: РЭБ «Залив», гирокомпас «Курс-3», магнитный компас УКМ-М-3, эхолот НЭЛ-5, лаг МГЛ-50М, автопрокладчик АП-4 м, радиопеленгатор АРП-50р, ГАГ «Парус», комплект аппаратуры РСВТ-1с, система сбора и обработки информации «Планшет-61», система обеспечения совместного плаванья «Огонь-50-1».
- Радиосвязь: средневолновый радиопередатчик Р-653, 4 коротковолновых передатчика Р-652 и Р-654, средневолновый радиоприемник Р-677, 11 коротковолновых радиоприемников (7 Р-765К, 4 Р-678Н), 9 приемопередатчиков разных типов, механическая вычислительная система МВУ-200 «Море-У».
- ГАК: МГ-311 «Вычегда», МГ-312 «Титан».

## Постройка
15 сентября 1959 года  заложен на стапеле Судостроительного завода № 445 имени 61 коммунара. 10 ноября 1959 года — головной корабль проекта 61 зачислили в списки ВМФ СССР как сторожевой корабль ПВО-ПЛО с тактическим номером СКР-25. 31 декабря 1960 года в 13.00 корпус корабля был спущен на воду. 27 декабря 1961 года над СКР-25 впервые был поднят Военно-морской флаг СССР.
«Комсомолец Украины» — первые в мире серийный (20 единиц) газотурбинный корабль класса «эсминец».. Главный разработчик головного корабля Б. И. Купенский в 1966 году был награждён Ленинской премией.

## Служба
23 ноября 1964 года корабль был официально включен в состав Краснознаменского ЧФ.
19 февраля 1966 года награждён Призом ВМФ СССР и грамотой Главкома ВМФ СССР. С 5 по 30 июня 1967 года выполнял боевые задачи по оказанию помощи вооруженным силам Египта (в период арабо-израильского конфликта), в составе 5-й эскадры ВМФ СССР. В апреле — мае 1970 года «Комсомолец Украины» участвовал в манёврах «Океан-70» и поселит с официальным визитом Алжир 8 — 13 мая 1970 года.
30 августа 1974 года во время взрыва и пожара на БПК «Отважный» моряки «Комсомольца Украины» оказывают ему помощь, а позже участвуют в расследовании.
В период с 23 мая 1977 года по 7 августа 1979 год корабль прошел на заводе имени 61 Коммунара в Николаеве капитальный ремонт. В мае 1980 года проходит доковый ремонт в порту Варна в НРБ. В 1981 году дважды выходит на боевую службу в Средиземное море (с 22 мая по 14 июля и с 21 августа по 01 марта 1982 года), в декабре 1981 года совершает визит в порт Сплит (СФРЮ), с 16 июня по 01 июля участвует в учениях «Щит-82» с заходом в порты Бургас, Варна (НРБ). В 1982 году проходит доковый ремонт в порту Туапсе. 
В 1982 году снова выходит на боевую службу в Средиземное море (с 26 октября по 1 июля 1983 года), при этом трижды посещает с деловым заходом порт Тартус в Сирии. В 1984 году снова выходит на боевую службу в Средиземное море (с 25 февраля по 27 июля), во время которой совершает визит в порт Дубровник (СФРЮ). Во время несения боевой службы в 1983—1984 годах дважды выполняет задачи корабля радиолокационного дозора в зоне боевых действий во время войны в Ливане. Корабль в 1984 году участвовал в съёмках фильма Слушать в отсеках. В 1985 году участвует в учениях «Гранит-85». В 1986 году (с 12 по 27 июня) участвует в учениях совместной эскадры с заходом в порты Созопол, Бургас (НРБ). В феврале 1988 года сопровождал  до выхода из Черного моря к проливу Босфор эсминец Кэрон и крейсер Йорктаун  6-го флота США , которые ранее заходили в территориальные воды СССР. На  обратном пути  заход в порт Варна (Болгария) . Осенью 1988 года корабль принимал участие в невиданных по своим масштабам оперативно-стратегических учениях , последних учениях Варшавского договора - "Осень 88 " 
Посещает с визитами Грецию (18-22 ноября 1986 г. порт Пирей), Югославию (октябрь 1987, Сплит), Тунис (17-21 ноября 1987), Алжир (28 мая - 2 июня 1988) и Турцию (28 июня — 2 июля 1989 Стамбул). Во время боевой службы в апреле 1988 года корабль осуществил заход в порт Тобрук (Ливия ) , а затем выполнял задачи по ПВО в порту Триполи (Ливия).
24 июня 1991 года «Комсомолец Украины» исключили из состава флота, разоружили и передали в отдел фондового имущества (ОФИ КЧФ) для демонтажа и реализации. В 1993 году у списанного корабля произошла замена бортового номера: теперь он соответствовал заводскому строительному номеру 1701. На разборку в Инкерман корабль поступил 3 мая 1995 года.

## Командиры корабля
- капитан 2 ранга Исаев Александр Алексеевич (-1964-)
- капитан 3 ранга Кузьмин Лорий Трофимович (один год)
- капитан 3 ранга Шутов Анатолий Григорьевич
- капитан 3 ранга Гришанов Валерий Васильевич (1969—1971)
- капитан 2 ранга Гармашов Александр Александрович
- капитан-лейтенант Логвинов Виктор Никитович
- капитан-лейтенант Гладыш Михаил Васильевич
- капитан-лейтенант Шашков Олег Маркович
- капитан 3 ранга Крикунов Виктор Алексеевич (1981—1982)
- капитан 3 ранга Шумляковский Николай Антонович
- капитан 3 ранга Челпанов Александр Владимирович
- капитан 2 ранга Токарчук Юрий Иванович
- капитан 3 ранга Чалый Илья Михайлович (1989-1990)
- капитан 3 ранга Вертолецкий Сергей Васильевич